# Karahisar (Çorum)
Karahisar és un poble de Turquia a la província de Çorum. Dista 32 km de Çorum. Prop del poble hi ha les ruïnes d'Alacahöyük descobertes per William Richard Hamilton el 1839 que va descriure dos grups de ruïnes.

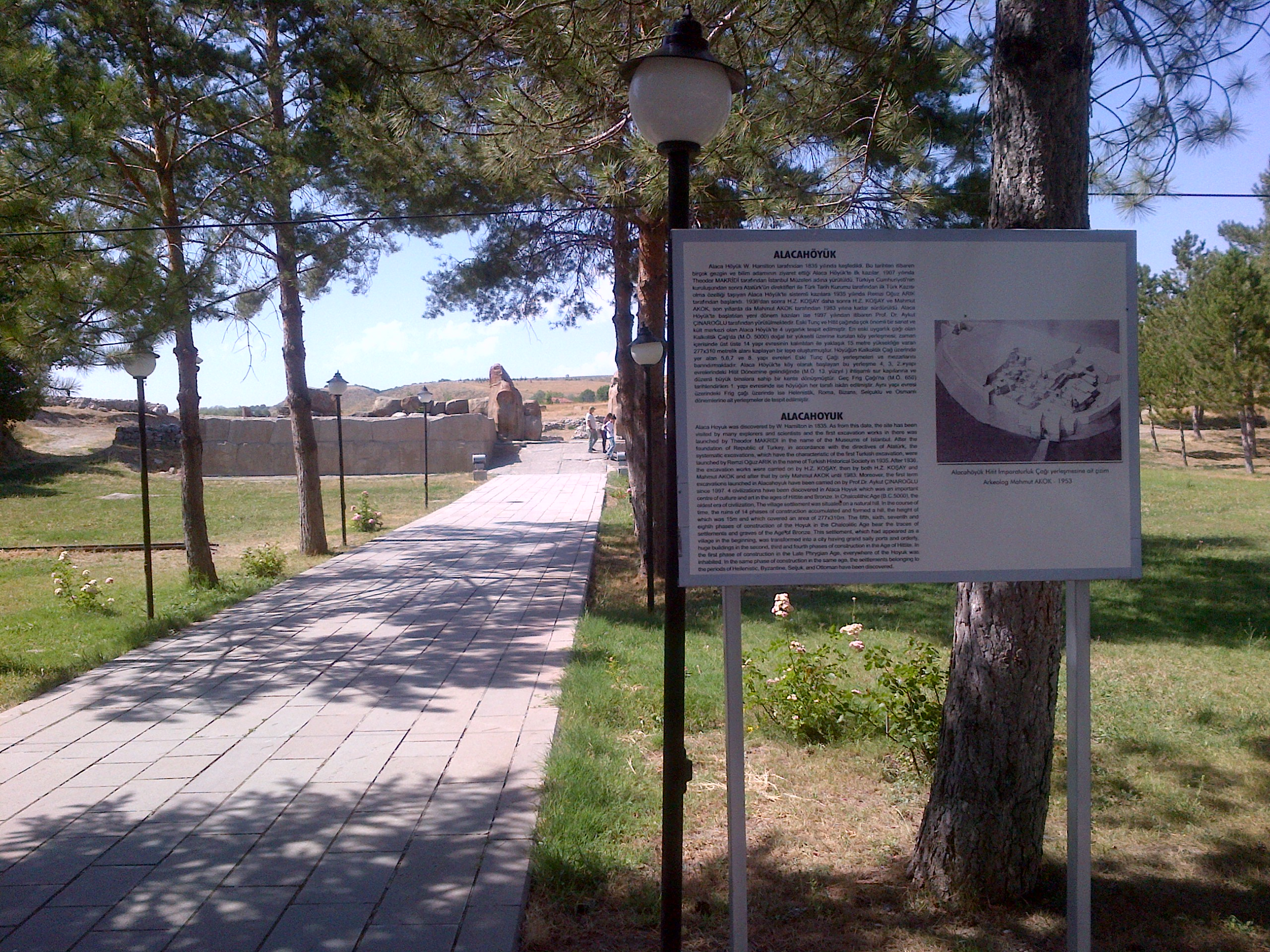
L'entrada a Alacahöyük